# Janet Carroll
Janet Carroll Thiese (Chicago, 24 dicembre 1940 – New York, 22 maggio 2012) è stata un'attrice statunitense.
Ha iniziato la sua carriera dopo la scuola superiore cominciando con il teatro, soprattutto musical; prima di approdare nella televisione, con diversi ruoli e poi nel cinema.
È morta nel 2012, a 71 anni, per un tumore al cervello e il suo corpo è stato cremato.

## Filmografia parziale

### Cinema
- Risky Business - Fuori i vecchi... i figli ballano (Risky Business), regia di Paul Brickman (1983)
- Sono affari di famiglia (Family Business)  regia di Sidney Lumet (1989)
- Mister Destiny (Destiny Turns on the Radio), regia di Jack Baran (1995)
- Piovuta dal cielo (Forces of Nature), regia di Bronwen Hughes (1999)
- Via dall'incubo (Enough), regia di Michael Apted (2001)

### Televisione
- Melrose Place – serie TV, 4 episodi (1997)

## Doppiatrici italiane
Nelle versioni in italiano delle opere in cui ha recitato, Janet Carroll è stata doppiata da:
- Vittoria Febbi in Sono affari di famiglia
- Mirella Pace in Piovuta dal cielo
- Flavia Fantozzi in Ally McBeal
- Angiola Baggi in Scrubs - Medici ai primi ferri